# Albert Černý
Albert Černý (* 4. února 1937 Bratislava) je český a československý herec, signatář Charty 77, po sametové revoluci politik Československé sociální demokracie a Občanského fóra a poslanec Sněmovny lidu Federálního shromáždění.

## Biografie
Za normalizace se angažoval v opozici. Patřil k signatářům Charty 77 a byl aktivní v organizaci VONS. Sám byl od března 1979 ve vazbě. Uvádí se jako inspicient, herec a publicista z Brna.
V lednu 1990 zasedl za ČSSD v rámci procesu kooptací do Federálního shromáždění po sametové revoluci do Sněmovny lidu (volební obvod č. 92 – Zlín I, Jihomoravský kraj). Tehdy je uváděn jako řidič OPS Zlín, bytem Otrokovice-Trávníky. Mandát obhájil ve svobodných volbách roku 1990, kdy se uvádí jako poslanec za Občanské fórum, později Občanské hnutí. Ve Federálním shromáždění setrval do konce funkčního období, tedy do voleb roku 1992.
V rámci ČSSD patřil ke křídlu okolo Rudolfa Battěka, které bylo orientováno protikomunisticky a mělo blízko k exilovému vedení sociálních demokratů. Během roku 1990 se toto křídlo vymezovalo proti oficiální ČSSD zejména tím, že spolupracovalo s Občanským fórem. Po volbách v roce 1990, do nichž frakce okolo Battěka šla na kandidátce OF (Klub sociálních demokratů Občanského fóra), zatímco ČSSD ve volbách neuspěla, byl Battěk vyloučen z ČSSD. Černý ve straně setrval déle a ještě na sjezdu ČSSD v dubnu 1991 se snažil kandidovat na post předsedy strany, ale získal jen čtvrtinu hlasů delegátů a do čela strany byl opětovně zvolen Jiří Horák.